# Bồng chanh rừng
Bồng chanh rừng (danh pháp hai phần: Alcedo hercules) là loài chim bói cá lớn nhất thuộc chi Alcedo, họ Bồng chanh. Bồng chanh rừng dài từ 22 đến 23 cm, có phần ngực và bụng xù xì với mảng ngực màu xanh đen, phần trên màu lam cobalt hoặc xanh da trời rực rỡ, nhuốm màu tím. Đôi cánh có màu xanh lục hơi đen sẫm, với những đốm màu xanh lam và đầu của một số lông vũ. Mỏ của con đực có màu đen hoàn toàn, trong khi con cái có hàm dưới màu đỏ sẫm. Loài này được phân biệt với loài bói cá tai lam (Alcedo meninting) và bồng chanh thường (Alcedo atthis) bởi kích thước lớn hơn, mỏ nặng màu đen và phần giữa mắt và mỏ sẫm màu.
Loài chim này sinh sản từ tháng 3 đến tháng 6, làm tổ ở cuối các đường hầm đào ở bờ suối hoặc khe núi. Chim đẻ bốn đến sáu quả trứng và cả chim bố mẹ đều ấp. Bồng chanh rừng là loài chim nhút nhát, thường lui tới những dòng nước nhỏ, ăn cá và côn trùng bắt được từ việc trốn trong bụi cây gần mặt nước. Chim được tìm thấy dọc theo các con suối trong rừng thường xanh và vùng đất trống lân cận ở độ cao từ 200 đến 1.200 m, chủ yếu ở độ cao từ 400 đến 1.000 m. Loài này phân bố ở Nepal, Ấn Độ, Bangladesh, Bhutan, Trung Quốc, Myanmar, Thái Lan, Lào và Việt Nam. Ngay cả khi sống trong môi trường ưa thích, mật độ của loài này vẫn thấp và quần thể được cho là nhỏ và ngày càng giảm (mặc dù chưa được khảo sát kỹ lưỡng). Liên minh Bảo tồn Thiên nhiên Quốc tế phân loại loài này là sắp bị đe dọa.

## Phân loại
Bồng chanh rừng được mô tả bởi nhà động vật học người Anh, cũng là người phụ trách Bảo tàng của Hiệp hội Châu Á ở Bengal Edward Blyth (1810–1873) vào năm 1845 và được đặt danh pháp hai phần là Alcedo grandis. Tuy nhiên, cái tên này đã không được chấp thuận vì nhà tự nhiên học người Đức Johann Friedrich Gmelin sử dụng tên này cho một loài khác trong cuốn sách Systema naturae năm 1788. Năm 1917, nhà tự nhiên học người Đức Alfred Laubmann đề xuất danh pháp hai phần Alcedo hercules để thay thế cái tên không được chấp thuận do Blyth chọn. Tên thông thường của loài này trong tiếng Anh Blyth's kingfisher cũng được đặt theo tên của Edward Blyth. Bồng chanh rừng có họ hàng gần nhất với bói cá tai lam (Alcedo meninting). Loài này là đơn loài (không có phân loài), và còn được gọi là bói cá xanh lớn (great blue kingfisher).

## Mô tả

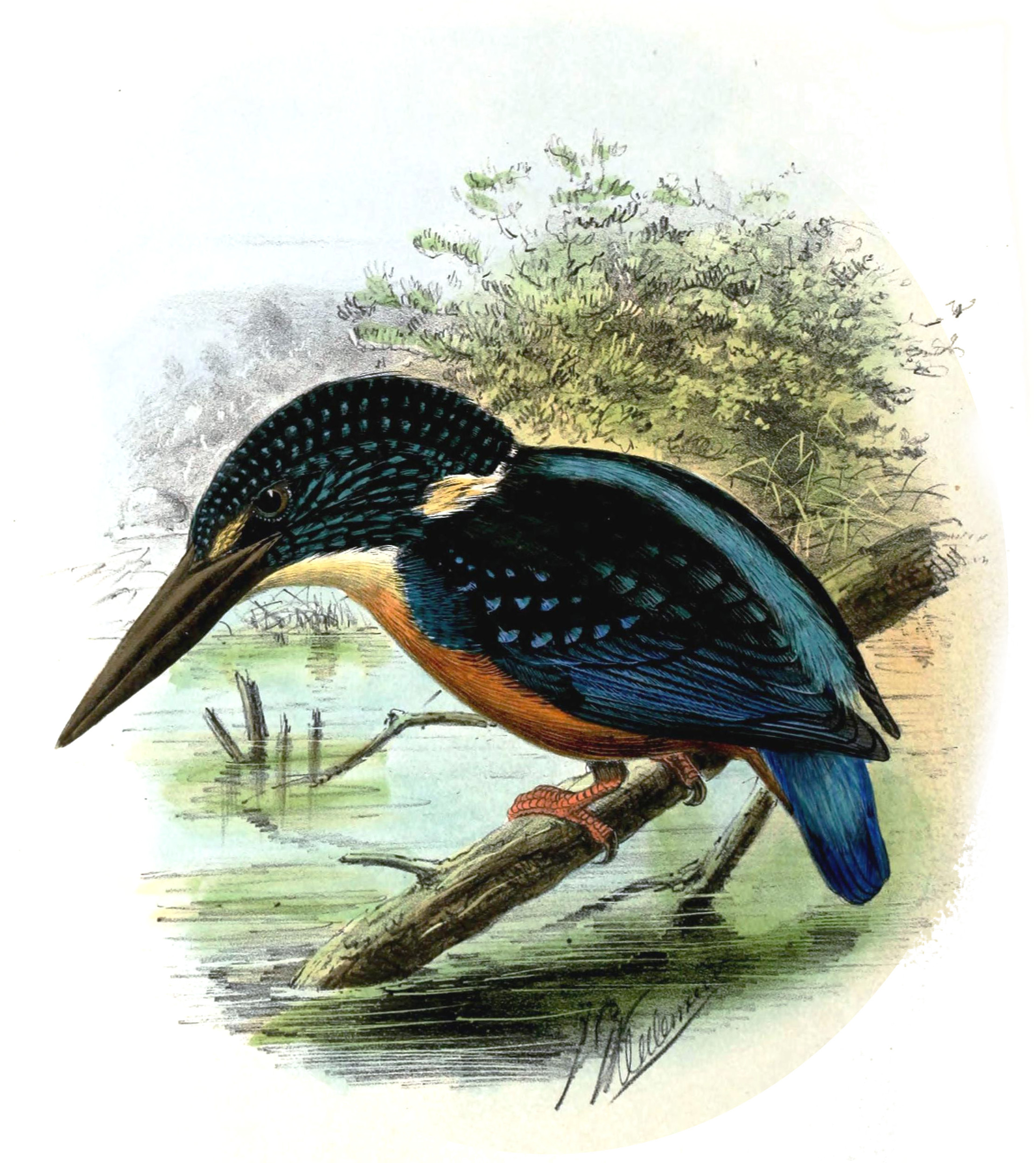
Tấm ảnh được vẽ giữa năm 1868 và 1871.

Bồng chanh rừng dài từ 22–23 cm (8+5⁄8–9 in), khiến đây trở thành loài lớn nhất trong số các loài bói cá thuộc chi Alcedo. Cánh của cá thể đực dài từ 9,6–10,2 cm (3+3⁄4–4 in) và của con cái dài từ 9,5–10,3 cm (3+3⁄4–4 in). Ở cá thể đực, lông trên đầu có màu đen, với các chấm sáng bóng màu xanh lam. Chim có một mảng ở cổ có màu trắng hoặc màu da bò, cũng như cằm. Ngực và bụng xù xì, ngoại trừ một mảng màu xanh đen sẫm trên ngực. Chân và bàn chân của chim có màu đỏ. Mỏ hoàn toàn màu đen ở con đực, trong khi con cái có gốc màu đỏ ở hàm dưới. Mống mắt của chim có màu nâu đỏ. Phần giữa mắt và mỏ có màu đen và có một vệt màu da bò phía trên chúng. Lưng của con chim từ lớp phủ đến đuôi có màu lam cobalt sáng hoặc màu xanh da trời, với một chút màu tím ở phần mông và các tấm phủ ở đuôi. Khi con chim đang nghỉ ngơi, các phần trên có thể có màu nâu đen. Bản thân chiếc đuôi có màu xanh lam đậm hơn. Cánh và lông vùng xương vai có màu đen lục đậm. Các lông của tấm phủ cánh trên có đầu màu lam cobalt, trong khi tấm phủ cánh dưới có màu đỏ sẫm. Các lớp phủ nhỏ hơn và trung bình có các đốm cobalt nổi bật. Bất kỳ đặc điểm đặc biệt nào trong bộ lông của con non đều chưa được ghi nhận.
Loài này có hình thái tương tự như bói cá tai lam (Alcedo meninting), nhưng về kích thước thì lớn hơn đáng kể. Mỏ nặng hơn và dài hơn mỏ của bói cá tai lam và có màu đen hoàn toàn. Đỉnh đầu và cánh kém rực rỡ hơn như của loài chim nhỏ, bồng chanh rừng có thể được phân biệt bằng các đốm màu xanh lam nhạt trên đỉnh đầu và các tấm phủ cánh của loài này. Tấm che tai sẫm màu khiến bồng chanh rừng khác biệt với loài bồng chanh thường (Alcedo atthis), loài có tấm che tai xù xì. Bồng chanh rừng trông khá giống bói cá dải lam cái (Alcedo euryzona), tuy nhiên phạm vi sinh sống của hai loài này không trùng nhau.
Tiếng kêu của loài này được mô tả là tiếng "pseet" lớn, ít chói tai hơn nhưng lại to và khàn hơn so với tiếng kêu của loài bồng chanh thường, tương tự nhưng to hơn tiếng kêu của loài bói cá tai lam. Một trong những tiếng kêu của chích chòe nước trán trắng (Enicurus schistaceus) đôi khi bị nhầm với tiếng kêu của bồng chanh rừng.

## Tập tính và sinh thái

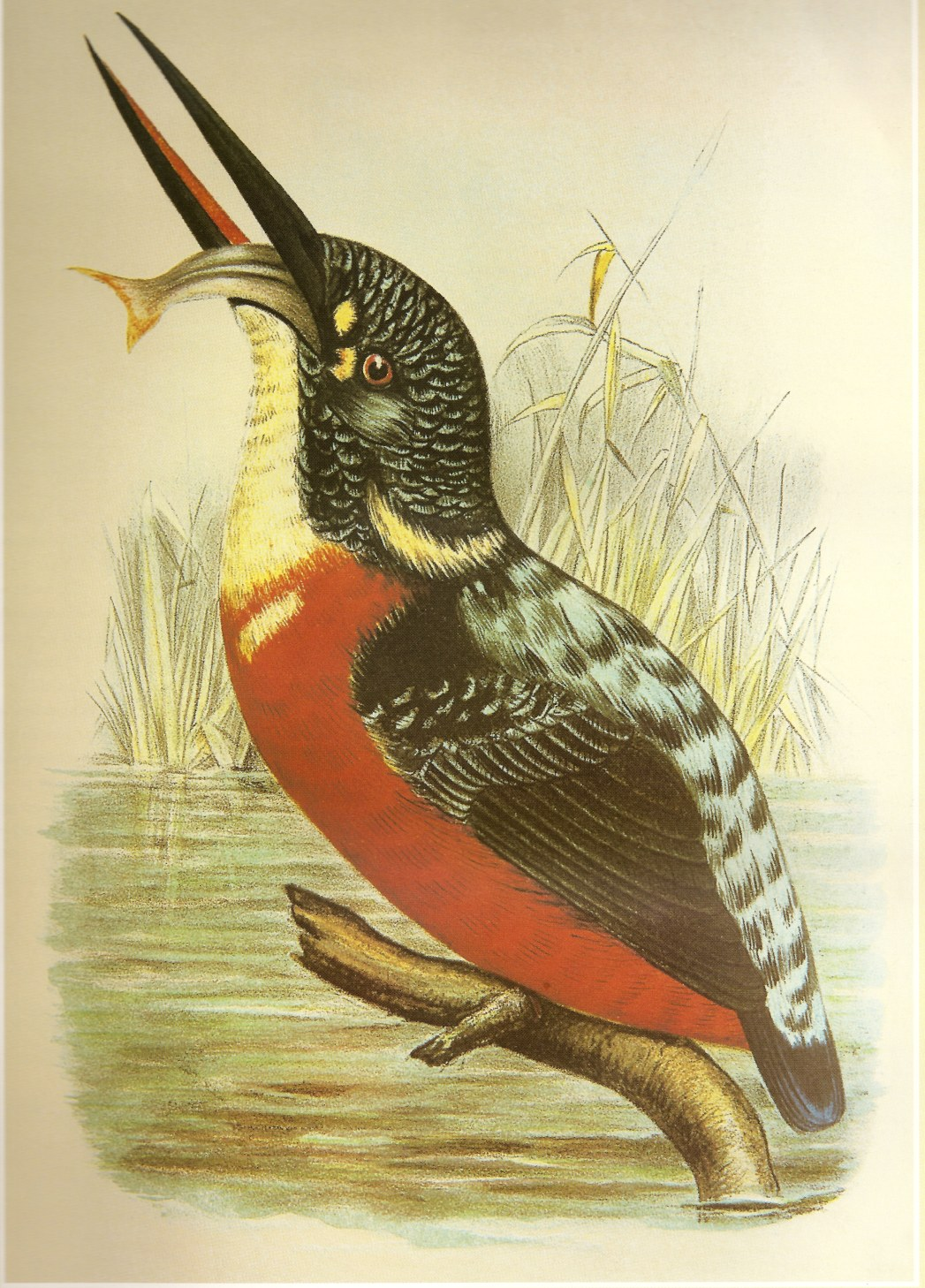
Bồng chanh rừng đang ăn, vẽ năm 1897.

Bồng chanh rừng sinh sản chủ yếu trong khoảng tháng 4 và tháng 5, có thể kéo dài từ tháng 3 đến tháng 6. Các tổ được xây dựng ở cuối đường hầm trong một bãi bùn, bên cạnh một con suối hoặc một khe núi trong rừng. Đường hầm kéo dài thẳng, sau đó đi lên, trước khi đi xuống buồng chứa tổ. Khoang này rộng từ 15–20 cm (6–8 in) và cao từ 10–13 cm (4–5 in). Chiều rộng của đường hầm thường là 8 cm (3+1⁄8 in); chiều dài thay đổi theo đất, dao động từ 45–60 cm (17+1⁄2–23+1⁄2 in) trong đất cứng đến 2 m (6 ft 7 in) trong đất cát. Bồng chanh rừng đẻ từ 4 đến 6 quả trứng và được ấp bởi cả chim bố và mẹ. Chim bố mẹ ngồi rất chật; tổ được bao phủ bởi phân. Giai đoạn ấp trứng và con non chưa được nghiên cứu.
Bồng chanh rừng ăn cá và côn trùng, bắt được thức ăn bằng cách lặn trong các vùng nước. Không giống như các loài chim bói cá thuộc chi Alcedo khác, bồng chanh rừng lặn từ một bụi cây gần mặt nước, thay vì từ một điểm thuận lợi lộ ra ngoài. Loài được miêu tả là một loài chim nhút nhát và không di cư.

## Sinh cảnh và phân bố
Bồng chanh rừng thường lui tới các con sông nhỏ và tuyến đường thủy trong rừng thường xanh, vùng đồi núi hoặc khe núi sâu. Chim đôi khi được tìm thấy gần suối gần khu đất nông nghiệp có nhiều cây cối rậm rạp. Phạm vi độ cao chủ yếu nằm trong khoảng từ 400 đến 1.000 m (1.300 đến 3.300 ft) so với mực nước biển, kéo dài tối thiểu 200 m (660 ft) và tối đa là 1.200 m (3.900 ft).
Mật độ của loài thấp. Ở Trung Quốc, bồng chanh rừng được tìm thấy trong Khu bảo tồn thiên nhiên Mengyang ở Vân Nam, Khu bảo tồn thiên nhiên quốc gia Nonggang và Khu bảo tồn thiên nhiên Diding ở tỉnh Quảng Tây. Loài có thể có mặt ở Hải Nam. Ở Việt Nam loài này được tìm thấy khá phổ biến ở miền Trung và miền Bắc. Ở Bắc Lào và dãy Trường Sơn, bồng chanh rừng khá phổ biến. Loài cũng được tìm thấy ở Myanmar, nơi mà mật độ loài thay đổi đáng kể và hiếm khi hiện diện ở tây bắc Thái Lan. Chim rất hiếm ở Bhutan và có vài cá thể lang thang ở Bangladesh và miền đông Nepal. Bồng chanh rừng cũng phân bố ở phía đông bắc Ấn Độ, bao gồm cả phía đông dãy Himalaya, lên đến 1.200 m (3.900 ft).

## Tình trạng và bảo tồn
Quần thể bồng chanh rừng chưa được định lượng trên toàn cầu. Ở Trung Quốc, ước tính loài này có ít hơn 100 cặp cá thể. Loài này xuất hiện với mật độ thấp ngay cả trong môi trường sống thuận lợi. Các môi trường sống mà chim ưa thích đang bị suy thoái và bị chia cắt bởi hoạt động của con người. Các mối đe dọa tiềm ẩn khác đối với loài này bao gồm ô nhiễm nước ở các con sông mà loài này sinh sống và sự xáo trộn do con người gây ra như nạn phá rừng. Không có hành động bảo tồn cụ thể nào được thực hiện để bảo vệ loài này. Do sự hiện diện của sự xáo trộn của con người, số lượng của loài được cho là đang suy giảm chậm. Liên minh Bảo tồn Thiên nhiên Quốc tế phân loại loài này là "sắp bị đe dọa"; trước đây từng là loài "sắp nguy cấp".